# 電波オデッセイ
電波オデッセイ（でんぱ - ）は永野のりこによる漫画作品。

## 概要
『月刊コミックビーム』に1995年12月号より1999年11月号まで1回の休載（1997年8月号）をはさんで全47回（番外編の1回を含む）にわたり連載され、アスペクトより全4巻の単行本（アスペクトコミックス）が刊行された（第1巻のみアスキー出版局の発行）。英語タイトルは"ODYSSEY IN THE SKY WITH DENPA"。
永野の長編としては『みすて♡ないでデイジー』・『GIVE ME（くれくれ）たまちゃん』・『GOD SAVE THE すげこまくん!』に続く作品で、「オデッセイと電波で交信できる」と称する主人公の少女・原のトラウマと成長を軸に、イジメやネグレクト、引きこもりなどのシビアな社会的テーマを正面から取りあげた、やや異色の作品である。とはいえ夢見がちな（妄想好きな）少年少女を中心としている点では他の作品と共通しており、「メガネ少年」「白衣を着たマッド・サイエンティスト風男性」など永野作品ではおなじみのキャラクターも多数登場している。
物語は主人公の原と彼女を取り巻くクラスメイトたちとの、いくつかのエピソードで構成されており、大まかに導入部（第1・2回）、第1のエピソード（トモちゃん篇：第3 - 9回）、第2のエピソード（野川さん篇：第11 - 19回）、第3のエピソード（チカ篇：第21 - 27回）、第4のエピソード（キタモリとキッシー篇：第28 - 31回）、第5エピソード（卒業篇：第33 - 39回）、第6エピソード（高校篇：第40 - 46回）に分かれる。
廃刊になった後も熱烈なファンに支持されており、復刊ドットコムにより全3巻で復刊された。

## ストーリー
両親に捨てられ、長い間自宅に引きこもっていた少女・原がある日突然学校に登校してきた。彼女は自分を「地球への観光客」と称し、エキセントリックな言動によって周囲の友人も巻き込む小事件を次々に起こしていく。空気の読めない原を「ウザイ」と感じるクラスメイトたちは彼女に対し執拗なイジメを繰り返すのだが…。

## 登場人物

### 主人公とその分身
原純子（はら すみこ）
この物語の主人公。長身で茶髪のロングヘアが印象的な中学2年生の少女（物語のほぼ全体を通じて、「原」もしくは「原さん」と名字のみで呼ばれ、父との会話を除けば名前の「純子」で呼ばれることはない）。両親に放置され、夏休みの登校日以来長い間自宅に引きこもって外に出てこなかったが、ある日突然登校してくる。クラスでは「他の世界から地球観光にやってきた旅人」と自称し、しばしば小事件を引き起こす。そのため彼女の言動を嫌悪する同級生からはイジメを受けるが、本人は全く歯牙にもかけていない（ように見える）。しかしその一方で周囲の人々に対する洞察力が優れており、他人の心の痛みには敏感である。幼少期のある事件から深いトラウマを負っており、それが具現化した「隅っこにいる小さな女の子」を見ることがある。
オデッセイ
原だけが唯一交信することができる（というより、彼女の妄想中の人物である）「地球への旅行者を見守る存在」。白衣にメガネの心理カウンセラー風の男性にも見える。周囲との軋轢に悩む原と対話しさまざまな助言を与える。

### 原のクラスメイト
北森要一郎（きたもり よういちろう）
この作品のもう一人の主人公とも言うべき、原のクラスで学級委員長を務めるメガネ少年。原とは幼なじみで、同じ公団住宅の真下の部屋に住む。一見鼻持ちならない優等生風であるが、実はいろいろと原のことを気遣っている「根はイイ奴」。原と同様、物語中は苗字のみで「キタモリ」と呼ばれることが多い。NHK教育などで放送される海外ドキュメンタリー番組を録画しコレクションするのが趣味で、宇宙飛行士に憧れている。原の影響もあってか、物語の展開につれ次第に壊れた性格になり妄想も逞しくなっていく。「マイエンゼル野川さん」に密かに想いを寄せているが、すぐに原や教師の甲野らに見破られてしまった。
丘本トモ子（おかもと ともこ）
原の小さい頃からの親友で「トモちゃん」と呼ばれているお下げ髪の少女。育ちがよくおっとりした性格であるが、母親譲りの太った容姿にコンプレックスを抱いている。小学校の時ちぐはぐな服で登校し仲間はずれにされていた原を「長くつ下のピッピに似てる」と呼んで仲良くなるが、そのせいで代わりにイジメの標的になってしまう。中学に進学しても級友に心ない噂を流されたことが原因で拒食症になり、自室に引きこもってしまった。
野川 美千代（のがわ みちよ）
中学校の図書委員を務める小柄で可憐な少女（髪型は若干異なるが、永野作品にしばしば登場する「イジメられっ子のおかっぱ頭の少女」として描かれている）。大変な読書家で文学書、特にSF小説に詳しい。甲野先生を尊敬（というより心酔）し、彼女から認められることを心から願っている。その一方で自分の書く字がちょっと雑に見えることに劣等感を抱いている。病弱で小学生の時には大きな手術を経験しており、原と同様「小さな女の子」が見える。療養のため休学を余儀なくされ、実年齢は原たちより1つ上。物語では「野川さん」と呼ばれることが多い。
チカ
両親や祖母に可愛がられ甘やかされてわがままに育った、お団子頭の少女。通称「チカボン」。ハセガワに想いを寄せている。原とハセガワが親しく話しているところを目撃して2人の関係を邪推し、嫉妬心から仲間たちとともに原に対し執拗なイジメを繰り返す。原の天敵ともいうべき存在。
ハセガワ
一匹狼を気取る、ちょっとスカした感じの無口な二枚目少年。左耳の近くに10円ハゲがある。中学生にしてはかなりマニアックなロック好きで、周囲からは変わり者扱いされている。原が生活に困って売りに出したロックのヴィンテージ盤を二束三文で買い取るが、それが裏目に出てしまう。
ピージー（PG）
ハセガワの数少ない友人の一人。ニックネームの由来は、中1の時コンビニで立ち読みしていた（そして学年中の噂になった）アダルト雑誌のタイトルから（本名は不明）。女子高の制服に妙に詳しい。トモ子にはしばしば親しげに話しかけるが、トモ子からは「馴れ馴れしい」と思われている。
てん子（てんこ）
物語中盤で登場して原の周囲にたむろするようになり、いつの間にか狂言回し的な役割を演じることになる転校生の少女。漫画家を夢見ており、ノートに人間観察・落書き・自作漫画を書き留めている。代表作『クケダイちゃん』は相当風変わりな作品。作者の分身的存在であるらしい。

### 教師
甲野（こうの）
生徒たちを見守る女性国語教師。通称「甲ちゃん」。ときどき作文の課題を出すが、それはどんな子供も持っている才能の芽を引きだし伸ばしてやりたいという考えによるものである。野川を始めとする多くの生徒から慕われており、中3に進級した原や北森・野川らのクラス担任になる。
岸田（きしだ）
生徒を叱りつけ発奮させることが教育であると思っているスパルタ男性英語教師（いわゆるモンスターティーチャー）。生徒からは「キッシー」と呼ばれている。原によれば「夢やぶれてザセツしたはてに教師になったクチ」。ある日の授業で英単語の書き間違いを指摘した北森を吊す。
クマジ
中2の時の原の担任教師。久しぶりに登校してきた原に嫌味を言う。

### 原の家族
おとうさん
純子の父親で、典型的な「ダメなひと」。ちゃらんぽらんな性格でロッカー風。澄江とは学生結婚。抽選で当てた公団住宅に一家で住んでいたが、純子が小学生の時突然失踪した。
原澄江（はら すみえ）
純子の母親。周囲の反対を押し切って「おとうさん」と結婚し純子を生んだ。父が失踪した後も純子と団地で暮らしていたが、次第に心を病んでいき、ついに娘を捨てて失踪する。
おじいさん
海辺の小さな町に住んでいた澄江の父。澄江の結婚に反対していたが、幼い頃の純子を連れて突然帰ってきた娘を温かく迎え入れた。現在は病院で寝たきりになっており、純子と澄江の区別がつかなくなっている。

### その他
北森の母
北森と同じくメガネをかけている。開けっぴろげな性格で物事をかなりドライに割り切る人間のように見えて、そのじつ息子の成長を暖かく見守っている。専業主婦というわけではなく、何か在宅の仕事をしているらしい（サラリーマンと思われる父親もいるが、極めて影が薄い）。原のことを気にかけ、食事に呼ぶなどいろいろと世話を焼いている。原とはものすごく気が合うようである。

## 初出
- 第1回 - 第11回：『月刊コミックビーム』1995年12月号 - 1996年11月号。
- 第12回 - 第22回：同上1996年12月号 - 1997年7月号、同年9月号 - 11月号。
- 第23回 - 第34回：同上1997年12月号 - 1998年11月号。
- 第35回 - 第46回：同上1998年12月号 - 1999年11月号。

## 書籍情報

### 単行本
第1巻のみアスキー出版局、以後はすべてアスペクトより刊行。
- 第1巻：PASSENGER - 1997年1月22日刊（ISBN 4756112692）
- 第2巻：IMAGINE - 1998年3月9日刊（ISBN 4893669532）
- 第3巻：TICKET - 1999年1月4日刊（ISBN 4757202776）
- 第4巻：ODYSSEY - 2000年1月4日刊（ISBN 4757206275）